# Draft 2004 de la NBA
2003 2005
La draft 2004 de la NBA est la 58e draft annuelle de la National Basketball Association (NBA), se déroulant en amont de la saison 2004-2005. Elle s'est tenue le 24 juin 2004 au théâtre du Madison Square Garden à New York. Un total de 59 joueurs ont été sélectionnés en 2 tours.
En amont de la draft, les Bobcats de Charlotte, nouvelle franchise de la ligue, participent à la draft pour la première fois, après avoir réalisé une draft d'expansion, leur permettant de sélectionner des joueurs d'autres franchises, non protégés.
Lors de cette draft, les équipes de la National Basketball Association (NBA) pouvaient sélectionner des joueurs issus de NCAA et d'autres joueurs éligibles pour la première fois, tels des joueurs de lycée et de ligues étrangères.
Le 26 mai, a eu lieu la loterie. Le Magic d'Orlando, qui avait 25 % de chances d'obtenir le premier choix, remporta la loterie, tandis que les Clippers de Los Angeles et les Bulls de Chicago furent, respectivement, seconds et troisièmes. En tant que nouvelle équipe créée, les Bobcats ont obtenu le quatrième choix de cette draft et ne participèrent pas à la loterie.
Dwight Howard est sélectionné en premier choix par le Magic et Emeka Okafor fut le premier rookie des Bobcats, choisi en seconde position, et il remporte le titre de NBA Rookie of the Year à l'issue de la saison régulière.
À la fin de la draft, environ 40% des joueurs sélectionnés sont nés hors des États-Unis. Elle constituera la sélection du plus grand nombre de joueurs internationaux sélectionnés dans l’ère moderne de la draft jusqu’à celle de 2016, où près de la moitié des joueurs sélectionnés sont nés en dehors des États-Unis.

## Draft
| ^ | Signale un joueur qui a été intronisé au Basketball Hall of Fame                                                                |
| * | Signale un joueur qui a été sélectionné pour au moins un match annuel NBA All-Star Game et une récompense annuelle All-NBA Team |
| + | Signale un joueur qui a été sélectionné pour au moins un match annuel NBA All-Star Game                                         |
| x | Signale un joueur qui a été sélectionné pour au moins une récompense annuelle All-NBA Team                                      |
| R | Signale le joueur qui a remporté le titre de NBA Rookie of the Year                                                             |

### Premier tour
| Choix | Nom               | Position          | Nationalité            | Équipe                                               | Provenance                                    |
| ----- | ----------------- | ----------------- | ---------------------- | ---------------------------------------------------- | --------------------------------------------- |
| 1     | Dwight Howard*    | Pivot             | États-Unis             | Magic d'Orlando                                      | Southwest Atlanta Christian Academy (Atlanta) |
| 2     | Emeka Okafor R    | Ailier fort Pivot | États-Unis             | Bobcats de Charlotte (des L.A. Clippers)             | Connecticut Huskies                           |
| 3     | Ben Gordon        | Arrière           | États-Unis Royaume-Uni | Bulls de Chicago                                     | Connecticut Huskies                           |
| 4     | Shaun Livingston  | Meneur            | États-Unis             | Clippers de Los Angeles (de Charlotte)               | Peoria Central HS (Peoria (Illinois))         |
| 5     | Devin Harris+     | Meneur            | États-Unis             | Wizards de Washington (transféré à Dallas)           | Wisconsin Badgers                             |
| 6     | Josh Childress    | Arrière Ailier    | États-Unis             | Hawks d'Atlanta                                      | Stanford Cardinal                             |
| 7     | Luol Deng+        | Ailier            | Royaume-Uni            | Suns de Phoenix (transféré à Chicago)                | Duke Blue Devils                              |
| 8     | Rafael Araújo     | Pivot             | Brésil                 | Raptors de Toronto                                   | BYU Cougars                                   |
| 9     | Andre Iguodala+   | Ailier            | États-Unis             | 76ers de Philadelphie                                | Arizona Wildcats                              |
| 10    | Luke Jackson      | Ailier            | États-Unis             | Cavaliers de Cleveland                               | Oregon Ducks                                  |
| 11    | Andris Biedriņš   | Ailier fort       | Lettonie               | Warriors de Golden State                             | Skonto Riga (Lettonie)                        |
| 12    | Robert Swift      | Pivot             | États-Unis             | SuperSonics de Seattle                               | Bakersfield HS (Bakersfield (Californie))     |
| 13    | Sebastian Telfair | Meneur            | États-Unis             | Trail Blazers de Portland                            | Lincoln HS (Brooklyn)                         |
| 14    | Kris Humphries    | Ailier fort       | États-Unis             | Jazz de l'Utah                                       | Minnesota Golden Gophers                      |
| 15    | Al Jeffersonx     | Pivot             | États-Unis             | Celtics de Boston                                    | Prentiss High School (Prentiss (Mississippi)) |
| 16    | Kirk Snyder       | Arrière           | États-Unis             | Jazz de l'Utah (de New York via Phoenix)             | Nevada Wolf Pack                              |
| 17    | Josh Smith        | Ailier            | États-Unis             | Hawks d'Atlanta (de Milwaukee via Denver et Detroit) | Oak Hill Academy (Mouth of Wilson (Virginie)) |
| 18    | J. R. Smith       | Arrière           | États-Unis             | Hornets de La Nouvelle-Orléans                       | St. Benedict's Prep (Newark (New Jersey))     |
| 19    | Dorell Wright     | Ailier            | États-Unis             | Heat de Miami                                        | South Kent Prep. (Lawndale (Californie))      |
| 20    | Jameer Nelson+    | Meneur            | États-Unis             | Nuggets de Denver (transféré à Orlando)              | Saint Joseph's Hawks                          |
| 21    | Pavel Podkolzine  | Pivot             | Russie                 | Jazz de l'Utah (de Houston)                          | Metis Varese (Italie)                         |
| 22    | Viktor Khryapa    | Ailier            | Russie                 | Nets du New Jersey (transféré à Portland)            | CSKA Moscou (Russie)                          |
| 23    | Sergueï Monya     | Arrière           | Russie                 | Trail Blazers de Portland (de Memphis)               | CSKA Moscou (Russie)                          |
| 24    | Delonte West      | Meneur            | États-Unis             | Celtics de Boston (de Dallas)                        | Saint Joseph's Hawks                          |
| 25    | Tony Allen        | Ailier            | États-Unis             | Celtics de Boston (de Detroit)                       | Oklahoma State Cowboys                        |
| 26    | Kevin Martin      | Arrière           | États-Unis             | Kings de Sacramento                                  | Western Carolina Catamounts                   |
| 27    | Sasha Vujačić     | Meneur            | Slovénie               | Lakers de Los Angeles                                | Snaidero Udine (Italie)                       |
| 28    | Beno Udrih        | Meneur            | Slovénie               | Spurs de San Antonio                                 | Breil Milan (Italie)                          |
| 29    | David Harrison    | Pivot             | États-Unis             | Pacers de l'Indiana                                  | Colorado Buffaloes                            |

Note : les Timberwolves du Minnesota sont forfaits sur le premier tour pour cause de violation de la limite salariale lors de la saison 2000-2001.

### Deuxième tour
| Choix | Nom                | Position    | Nationalité               | Équipe                                                        | Provenance                       |
| ----- | ------------------ | ----------- | ------------------------- | ------------------------------------------------------------- | -------------------------------- |
| 30    | Anderson Varejão   | Pivot       | Brésil                    | Magic d'Orlando (transféré à Cleveland)                       | FC Barcelone (Espagne)           |
| 31    | Jackson Vroman     | Pivot       | États-Unis                | Bulls de Chicago (transféré à Phoenix)                        | Iowa State Cyclones              |
| 32    | Peter John Ramos   | Pivot       | Porto Rico                | Wizards de Washington                                         | Caguas (Porto Rico)              |
| 33    | Lionel Chalmers    | Meneur      | États-Unis                | Clippers de Los Angeles (de Charlotte)                        | Xavier Musketeers                |
| 34    | Donta Smith        | Ailier      | États-Unis                | Hawks d'Atlanta                                               | Southeastern Illinois JC         |
| 35    | Andre Emmett       | Arrière     | États-Unis                | SuperSonics de Seattle (des L.A. Clippers)                    | Texas Tech Red Raiders           |
| 36    | Antonio Burks      | Meneur      | États-Unis                | Magic d'Orlando (de Phoenix)                                  | Memphis Tigers                   |
| 37    | Royal Ivey         | Meneur      | États-Unis                | Hawks d'Atlanta (de Philadelphie)                             | Texas Longhorns                  |
| 38    | Chris Duhon        | Meneur      | États-Unis                | Bulls de Chicago (de Toronto)                                 | Duke Blue Devils                 |
| 39    | Albert Miralles    | Ailier fort | Espagne                   | Raptors de Toronto (de Cleveland),                            | Roseto Basket (Italie)           |
| 40    | Justin Reed        | Ailier      | États-Unis                | Celtics de Boston                                             | Ole Miss Rebels                  |
| 41    | David Young        | Meneur      | États-Unis                | SuperSonics de Seattle                                        | North Carolina Central           |
| 42    | Viktor Sanikidze   | Ailier      | Géorgie                   | Hawks d'Atlanta (de Golden State via Philadelphie et Orlando) | JDA Dijon (France)               |
| 43    | Trevor Ariza       | Ailier      | États-Unis                | Knicks de New York                                            | UCLA Bruins                      |
| 44    | Tim Pickett        | Arrière     | États-Unis                | Hornets de La Nouvelle-Orléans                                | Florida State Seminoles          |
| 45    | Bernard Robinson   | Ailier      | États-Unis                | Bobcats de Charlotte (de Milwaukee)                           | Michigan Wolverines              |
| 46    | Ha Seung-Jin       | Pivot       | Corée du Sud              | Trail Blazers de Portland                                     | Université Yonsei (Corée du Sud) |
| 47    | Pape Sow           | Ailier fort | Sénégal                   | Heat de Miami (transféré à Toronto)                           | Cal Poly Mustangs                |
| 48    | Ricky Minard       | Arrière     | États-Unis                | Kings de Sacramento (de Utah)                                 | Morehead State Eagles            |
| 49    | Serhiy Lichtchouk  | Ailier fort | Ukraine                   | Grizzlies de Memphis (de Denver via Orlando)                  | Khimik Youjne (Ukraine)          |
| 50    | Vasílios Spanoúlis | Meneur      | Grèce                     | Mavericks de Dallas (de Houston via Denver)                   | Maroussi Athènes (Grèce)         |
| 51    | Christian Drejer   | Ailier      | Danemark                  | Nets du New Jersey                                            | FC Barcelone (Espagne)           |
| 52    | Romain Sato        | Arrière     | République centrafricaine | Spurs de San Antonio (de Memphis)                             | Xavier Musketeers                |
| 53    | Matt Freije        | Ailier      | États-Unis                | Heat de Miami (de Dallas)                                     | Vanderbilt Commodores            |
| 54    | Rickey Paulding    | Arrière     | États-Unis                | Pistons de Detroit                                            | Missouri Tigers                  |
| 55    | Luis Flores        | Meneur      | République dominicaine    | Rockets de Houston (de Sacramento via Utah)                   | Manhattan College                |
| 56    | Marcus Douthit     | Ailier fort | États-Unis                | Lakers de Los Angeles                                         | Providence College               |
| 57    | Sergei Karaulov    | Pivot       | Ouzbékistan               | Spurs de San Antonio                                          | Sakha-Yakutia Yakutsk (Russie)   |
| 58    | Blake Stepp        | Meneur      | États-Unis                | Timberwolves du Minnesota                                     | Gonzaga Bulldogs                 |
| 59    | Rashad Wright      | Meneur      | États-Unis                | Pacers de l'Indiana                                           | Georgia Bulldogs                 |